# Bill Tchato
Bill Tchato (n. M'Biam, Camerún, 14 de mayo de 1975) es un exfutbolista camerunés. Jugaba de defensor y su primer equipo fue SM Caen. Se retiró fue en el Sapins FC de Gabón.

## Selección nacional
Ha sido internacional con la Selección de fútbol de Camerún, ha jugado 58 partidos internacionales y ha anotado 1 gol.

## Participaciones en Copas del Mundo
| Mundial                        | Sede                | Resultado    |
| ------------------------------ | ------------------- | ------------ |
| Copa Mundial de Fútbol de 2002 | Japón Corea del Sur | Primera fase |

## Clubes
| Club              | País     | Año       |
| ----------------- | -------- | --------- |
| SM Caen           | Francia  | 1995-1996 |
| ASOA Valence      | Francia  | 1996-1998 |
| Olympique de Niza | Francia  | 1998-2000 |
| Montpellier HSC   | Francia  | 2000-2003 |
| FC Kaiserlautern  | Alemania | 2003-2005 |
| Olympique de Niza | Francia  | 2005-2006 |
| Qatar Sports Club | Catar    | 2006-2008 |
| Al-Khor           | Catar    | 2008-2010 |
| RC Estrasburgo    | Francia  | 2010-2011 |
| Sapins FC         | Gabón    | 2011      |

## Palmarés

### Copas internacionales
| Título         | Club    | País | Año  |
| -------------- | ------- | ---- | ---- |
| Copa de África | Camerún | Malí | 2002 |